# Кричевский, Юрий Борисович
Григорий (Ю́рий) Бори́сович Криче́вский (1885, СПб — 1942, Ленинград) — русский поэт-символист, критик, юрист и адвокат.

## Биография
Родился в семье адвоката, присяжного стряпчего из крещёных евреев Бориса Матвеевича Кричевского; у него были брат и сестра. Окончил юридический факультет Петербургского университета, где был участником «Кружка молодых».
Дебютировал в 1906 году в «Журнале для всех», позднее сотрудничал в журнале «Студенчество» (1906). В 1918 году издал книгу стихов «Невод» (2-е издание — Петроград: Мнемозина, 1919), вобравшую в себя циклы «Обречённость», «Прорез масок», «Просветы», «Эпитафия» и венок сонетов «Corona aeternitatis» (переиздан в сборнике стихов «Сонет Серебряного века», Litres, 2005).
С 1909 года работал присяжным поверенным, с 1913 года присяжный стряпчий, кандидат в директора Русско-американского акционерного металлического общества и с 1916 года председатель его правления. В 1917 году также — председатель правления акционерного общества судостроительных и механических заводов «Охта».
В 1920—1930-х годах продолжал юридическую практику, с 1927 года член коллегии защитников, с 1931 года юрисконсульт Всероссийского полиграфического объединения. Одновременно с 1920 года был сотрудником редакции журнала «Вестник литературы», публиковал рецензии и литературную критику.
Умер в блокаду Ленинграда.
Романс «Петербургские сонеты» на стихи Юрия Кричевского исполнял Грайр Ханеданьян.

## Семья
Двое сыновей, один из которых — известный археолог и теоретик археологии Евгений Юрьевич Кричевский (1910—1942, убит), специалист по неолитическим культурам Европы, доцент кафедры истории первобытного общества исторического факультета ЛГУ.
Племянник — переводчик и литературный критик Виктор Леонидович Топоров (внук сестры — Марии Борисовны Топоровой, 1883—1942).